# 穿越火線：槍戰王者
《穿越火線：槍戰王者》是由腾讯旗下的天美工作室群开发的第一人称射击手机游戏，是电脑游戏穿越火线的官方正版手游，于2015年9月21日开始首测。
《穿越火线：枪战王者》手游与《穿越火线》端游一脉相承，在世界观上，主线同样为保卫者和潜伏者的斗争；在玩法模式上，复刻了爆破模式、个人竞技、团队竞技模式、生化模式、挑战模式、生存特训模式、远征模式、特殊战等经典玩法，同时也根据手游的特点，特别推出了剧情闯关、单人挑战等移动端特有玩法。现在推出了全能单挑，主要靠玩家的意识与操作。